# Conescharellina philippinensis
Conescharellina philippinensis is een mosdiertjessoort uit de familie van de Conescharellinidae. De wetenschappelijke naam van de soort is, als Lunulites philippinensis, voor het eerst geldig gepubliceerd in 1854 door Busk.